# Охридска иконописна школа
Охридска иконописна школа е школа в една от старите столици на Втората Българска държава – град Охрид.

## История
Охридската иконописна школа е основана от български духовници в средновековната столица Охрид. Школата е била част от Охридската книжовна школа, създадена от Климент Охридски.Православните храмове „Св. Панталеймон“ и манастира „Св. Наум“, са едни от най-старите православни храмове по тези земи. Църквата „Свети Климент мали“ е изградена през 1378 година. Храмът е построен в стил еднокорабна черква.

## Художествено наследство
- Възнесение Христово на купола на църквата Св. София в Охрид

## Зографи от школата
- Св. Пимен Зографски (ок. 1540 – 1620)